# Darwyn Carson
Darwyn Carson (* vor 1981) ist eine Schauspielerin.

## Leben
Carson studierte Arts and Communications an der University of Colorado Boulder. Sie spielte von 1981 bis 2000 in verschiedenen Film- und Fernsehproduktionen. Zu den Kinofilmrollen, die sie verkörperte, gehören die Lorna Keane in dem Kriminalfilm Fesseln der Macht (1981), die Trudy in der Komödie Death Game – Das Spiel mit dem Tod (1987), die Holly in der Horrorkomödie Curse of the Queerwolf (1988), die Maggie in dem Drama Dunkle Erleuchtung (1991) und Ms. Luger in der Musical-Horrorkomödie Nudist Colony of the Dead (1991). Im Fernsehen war sie unter anderem in den Serien Polizeirevier Hill Street (1981–1982), Die Jeffersons (1983) und Emergency Room – Die Notaufnahme (1998–1999) zu sehen.
Abseits ihrer Schauspielkarriere betätigte sie sich in Los Angeles als Journalistin und Essayistin für Druck- sowie Onlinemedien und betrieb Öffentlichkeitsarbeit für Prominente. Später arbeitete sie als Mitwirkende und Chefredakteurin für Leonard Maltins Leonard Maltin’s Movie Guide.

## Filmografie
- 1981: Fesseln der Macht (True Confessions)
- 1981–1982: Polizeirevier Hill Street (Hill Street Blues, Fernsehserie, 2 Folgen)
- 1982: Ein Hauch von Glück (Six Weeks)
- 1983: Die Jeffersons (The Jeffersons, Fernsehserie, eine Folge)
- 1983: Die verwegenen Sieben (Uncommon Valor)
- 1984: Beverly Hills Cop – Ich lös’ den Fall auf jeden Fall (Beverly Hills Cop)
- 1986: Drei Millionäre und eine Leiche (Triplecross, Fernsehfilm)
- 1986: Verrat an der Liebe (Just Between Friends)
- 1987: Shell Game (Fernsehserie, eine Folge)
- 1987: What’s Happening Now! (Fernsehserie, eine Folge)
- 1987: Nutcracker: Money, Madness & Murder (Miniserie, 3 Folgen)
- 1987: Who’s That Girl
- 1987: Golden Girls (The Golden Girls, Fernsehserie, eine Folge)
- 1987: Harrys wundersames Strafgericht (Night Court, Fernsehserie, eine Folge)
- 1987: Death Game – Das Spiel mit dem Tod (Deathrow)
- 1988: Terrorist on Trial: The United States vs. Salim Ajami (Fernsehfilm)
- 1988: Das siebte Zeichen (The Seventh Sign)
- 1988: Um jeden Preis (Favorite Son, Miniserie, 3 Folgen)
- 1988: Ausgebrannt (Police Story: Burnout, Fernsehfilm)
- 1988: Curse of the Queerwolf
- 1989: What’s Alan Watching?
- 1990: Mancuso, FBI (Fernsehserie, eine Folge)
- 1991: Die Fälle der Rosie O’Neill (The Trials of Rosie O’Neill, Fernsehserie, eine Folge)
- 1991: Dunkle Erleuchtung (The Rapture)
- 1991: Beverly Hills, 90210 (Fernsehserie, eine Folge)
- 1991: The Last Halloween (Kurzfilm)
- 1991: Nudist Colony of the Dead
- 1992: Jamie’s Secret
- 1993: Ein Strauß Töchter (Sisters, Fernsehserie, eine Folge)
- 1993: Harlem Hip Hop (Where I Live, Fernsehserie, eine Folge)
- 1993: Nachtschicht mit John (The John Larroquette Show, Fernsehserie, eine Folge)
- 1993: Kaltblütig geopfert (Precious Victims, Fernsehfilm)
- 1994: Armed and Innocent – Ein Junge gegen die Killer (Armed and Innocent, Fernsehfilm)
- 1994: North
- 1995: Signs and Wonders (Fernsehserie)
- 1995: Die O.J. Simpson Story (The O.J. Simpson Story, Fernsehfilm)
- 1995: Star Trek: Deep Space Nine (Fernsehserie, eine Folge)
- 1995: High Sierra Search and Rescue (Fernsehserie, eine Folge)
- 1996: Reich und Schön (The Bold And The Beautiful, Fernsehserie)
- 1996: Murder One (Fernsehserie, eine Folge)
- 1996: Lethal Christmas – Feuer in den Straßen (Riot)
- 1996–1997: High Incident – Die Cops von El Camino (High Incident, Fernsehserie, 2 Folgen)
- 1997: Diagnose: Mord (Diagnosis Murder, Fernsehserie, 3 Folgen)
- 1997: Practice – Die Anwälte (The Practice, Fernsehserie, eine Folge)
- 1998: The Visitor (Fernsehserie, eine Folge)
- 1998: Restons groupés
- 1998–1999: Emergency Room – Die Notaufnahme (ER, Fernsehserie, 2 Folgen)
- 1999: Air America (Fernsehserie, eine Folge)
- 2000: The Huntress (Fernsehserie, eine Folge)